# Draculamya porobranchiata
Draculamya porobranchiata is een tweekleppigensoort uit de familie van de Lasaeidae. De wetenschappelijke naam van de soort is voor het eerst geldig gepubliceerd in 2011 door Oliver & Lützen.